# Jack Kilby
Jack St. Clair Kilby (Jefferson City, Missouri, 1923. november 8. – Dallas, Texas, 2005. június 20.) amerikai fizikus, aki 2000-ben kapott fizikai Nobel-díjat a munkásságáért: ő találta fel és hozta létre az első integrált áramkört, a Texas Instruments-nél (TI), 1958-ban. Sok egyéb találmánya is volt, ugyancsak ő a kézi számológép és a hőnyomtató (thermal printer) feltalálója.

## Élete
Tanított az University of Illinois at Urbana–Champaignen, később pedig a University of Wisconsin–Milwaukee-n. Fiatalkorában Kansas államban, Great Bendben élt és tanult.

## Fordítás
- Ez a szócikk részben vagy egészben  a   Jack Kilby című angol Wikipédia-szócikk fordításán alapul.  Az eredeti cikk szerkesztőit annak laptörténete sorolja fel. Ez a jelzés csupán a megfogalmazás eredetét és a szerzői jogokat jelzi, nem szolgál a cikkben szereplő információk forrásmegjelöléseként.